# Полевик
Полевик в славянската митология е дух на полето, който понякога пречи на земеделската работа, а друг път помага на жетварите. В руския език този дух се нарича също полевой.